# BMO Center
Das BMO Center ist eine Mehrzweckhalle in der US-amerikanischen Stadt Rockford im Bundesstaat Illinois. Aufgrund der Farbgebung der Fassade hat sie den Spitznamen The Big Orange Box (deutsch Die große orange Kiste). Die in ihrem Grundriss achteckige Veranstaltungshalle bietet 6200 Plätze.

## Geschichte
Das BMO Harris Bank Center im Winnebago County wurde 1981 mit einem Konzert von Dionne Warwick eröffnet. Derzeit ist es die Heimat der Rockford Icehogs aus der American Hockey League. Sie sind das Farmteam der Chicago Blackhawks aus der National Hockey League. Von 2006 bis 2009 spielte das Arena-Football-Team der Rock River Raptors in der Arena von Rockford. Zwei Jahre bis zur Auflösung 2010 war die Indoor-Soccer-Mannschaft der Rockford Rampage (MISL) in der Spielstätte ansässig. Das CBA-Basketballteam der Rockford Lightning war von 1986 bis 2006 in Rockford ansässig. Seit 2022 nutzt das Frauen-Footballteam der Chicago Blitz aus der X League die Halle. 
Weitere Veranstaltungen der Arena waren z. B. Konzerte, Monstertruck- und Motocross-Rennen, Disney-Eisshows, Zirkus- und Showauftritte oder Spiele der Harlem Globetrotters.
Im November 2006 stellten die Betreiber, die Stadt Rockford und der Winnebago County Pläne zum Umbau der Halle vor. Der Auslöser war die Verlegung des AHL-Farmteams der Chicago Blackhawks nach Rockford. Der ausgehandelte Franchise-Vertrag läuft über 10 Jahre und die Mannschaft bekam den Namen Rockford Icehogs. Am 21. Juni 2007 begannen die Arbeiten an der Mehrzweckarena. Die Baumaßnahmen umfassten u. a. die Renovierung der Fassade, Club-Logen und Lounge, eine moderne Videoanzeigetafel, 11 Luxus-Suiten, eine neue Pressetribüne, neue Verkaufsstände und Kioske und ein Einkaufszentrum. Der größte Teil des Umbaus wurde im Dezember 2008 abgeschlossen. Im August 2010 wurde mit der Immobiliengesellschaft Spectator Management Group (SMG) ein Fünf-Jahres-Vertrag über die Verwaltung des Rockford MetroCentre ausgehandelt. SMG war spezialisiert auf die Verwaltung von städtischen Veranstaltungsgebäude. Nach einer Fusion ist die ASM Global heute der Betreiber der Halle.
Im Oktober 2022 wurde das BMO Harris Bank Center in BMO Center umbenannt.